# Parafia św. Mikołaja w Witanowicach
Parafia św. Mikołaja w Witanowicach – parafia rzymskokatolicka w archidiecezji krakowskiej, w dekanacie Wadowice - Północ.
Kościołem parafialnym parafii jest Kościół pw. św. Mikołaja znajdujący się w centrum Witanowic.

## Historia
Została wzmiankowana po raz pierwszy w spisie świętopietrza parafii dekanatu Zator diecezji krakowskiej z 1326 pod nazwą Villa Wriderici seu Vitanowicz. Następnie w kolejnych spisach świętopietrza z lat 1346–1358 jako Vitanovicz.

### Kościół parafialny
Kościół od początku istnieje pod wezwaniem św. Mikołaja.
W 1663 na miejsce starego, zniszczonego kościoła wzniesiono nową świątynię. W tym samym roku konsekracji kościoła dokonał ówczesny biskup pomocniczy diecezji krakowskiej Mikołaj Oborski.
13 lipca 1963 drewniany kościół o konstrukcji zrębowej z wieżą na słup uległ spaleniu.
Obecny kościół wybudowany w latach 1966–1975 został konsekrowany w dniu 26 października 1975 przez ówczesnego biskupa pomocniczego archidiecezji krakowskiej Albina Małysiaka.

## Współcześnie
Parafia składa się ze wsi: Babica (690 wiernych), Lgota (370 wiernych), Witanowice (1100 wiernych), Wyźrał (380 wiernych).
Od 1988 proboszczem parafii jest ksiądz kanonik Józef Wróbel.

## Grupy parafialne
Grupa Apostolska, Rada Duszpasterska, Róże Różańcowe, Akcja Katolicka, schola, chór parafialny, ministranci, lektorzy